# Naviauxella
Naviauxella es un género de coleópteros adéfagos de la familia Carabidae.

## Especies
Contiene las siguientes especies:
- Naviauxella davisona (Gestro, 1889)
- Naviauxella declivitatis Naviaux, 1991
- Naviauxella gabrieli Naviaux, 1991
- Naviauxella pinratanai Naviaux, 1991
- Naviauxella ramai Naviaux, 1991
- Naviauxella recondita Naviaux, 1991
- Naviauxella rufovittata Cassola & Werner, 1995
- Naviauxella snowiana Cassola, 2002
- Naviauxella tenuiformis Naviaux, 1991
- Naviauxella vientianensis Sawada & Wiesner, 1999